# Vũ khí bóng đêm: Thành phố Xương
Vũ khí bóng đêm: Thành phố Xương (tựa gốc tiếng Anh: The Mortal Instruments: City of Bones) là một bộ phim khoa học kỳ ảo hành động-phiêu lưu năm 2013 của Đức-Canada phỏng theo cuốn đầu tiên trong loạt tiểu thuyết Vũ khí bóng đêm của nữ nhà văn Cassandra Clare. Câu chuyện được lấy bối cảnh trong một Thành phố New York hiện đại. Được đạo diễn bởi Harald Zwart, phim có sự góp mặt của nhiều ngôi sao quốc tế, trong đó có Lily Collins, Jamie Campbell Bower, Robert Sheehan, Kevin Zegers, Jemima West, Godfrey Gao, Lena Headey, Jonathan Rhys Meyers, Aidan Turner, Kevin Durand, và Jared Harris. Phim được phát hành tại các rạp chiếu vào ngày 21 tháng 8 năm 2013 tại Mỹ và ngày 30 tháng 8 năm 2013 tại Việt Nam.
Clary Fray (Lily Collins), một nữ thiếu niên sống tại  New York bắt đầu nhìn thấy những biểu tượng kỳ lạ, điều này khiến cho mẹ cô, Jocelyn Fray (Lena Headey) và người bạn của bà, Luke Garroway (Aidan Turner), lo lắng. Sau khi bước vào một câu lạc bộ đêm cùng với người bạn thân Simon Lewis (Robert Sheehan), Clary nhận ra cô là người duy nhất có thể nhìn thấy được Jace Wayland (Jamie Campbell Bower) đang giết một người đàn ông. Jace xuất hiện và giết chết nó. Jace giải thích rằng anh và Jocelyn đều là Thợ săn Bóng tối (còn được gọi là Nephilim), những chiến binh diệt quỷ và cũng là những người thống trị thế giới ngầm. Clary được thừa hưởng sức mạnh từ mẹ của cô, bao gồm cả khả năng sử dụng chữ rune.
Quý bà Dorothea (C. C. H. Pounder), hàng xóm của nhà Fray và cũng là một phù thủy, kết luận rằng Pangborn và Blackwell đang truy tìm chiếc Chén Thánh, một trong ba Vũ khí bóng đêm được trao cho Thợ săn Bóng tối đầu tiên bởi Thiên thần Raziel. Nó cho phép những người thường trở thành nửa-Thiên thần Thợ săn Bóng tối. Simon, giờ đã có khả năng nhìn thấy Jace, lái xe tới và họ cùng nhau đi đến hiệu sách của Luke. Pangborn và Blackwell đang chất vấn Luke tại đây, họ cho rằng ông không hề quan tâm gì tới Jocelyn và chỉ muốn sở hữu chiếc Chén Thánh. Bộ ba sau đó trốn thoát tới nơi ẩn náu của Thợ săn Bóng tối, Học viện, nơi Clary và Simon gặp hai Thợ săn Bóng tối khác là Alec Lightwood (Kevin Zegers) và Isabelle Lightwood (Jemima West), cùng với người đứng đầu Học viện, Hodge Starkweather (Jared Harris). Ông tiết lộ rằng Valentine Morgenstern (Jonathan Rhys Meyers), một Thợ săn Bóng tối đã phản bội Nephilim, đang tìm kiếm chiếc Chén Thánh để điều khiển toàn bộ Thợ săn Bóng tối và quỷ dữ.
Hodge chỉ cho Jace dẫn Clary tới Thành phố Xương để các Tu huynh Câm có thể thăm dò tâm trí Clary tìm ra vị trí của chiếc Chén Thánh. Các Tu huynh đã khám phá ra một mối liên kết với Magnus Bane (Godfrey Gao), Pháp sư giỏi nhất Brooklyn. Bane nói rằng Jocelyn đã bảo anh niêm phong thế giới Thợ săn Bóng tối khỏi tâm trí Clary. Các Ma cà rồng sau đó đã bắt cóc Simon từ bữa tiệc Magnus tổ chức cho những cư dân của thế giới ngầm. Clary, Jace, Alec và Isabelle lần theo tìm ra nơi ẩn náu của chúng để giải cứu cậu nhưng họ đã bị chúng áp đảo. Những Người sói tới can thiệp và giải cứu họ. Đội quân này được dẫn đầu bởi Luke.
Tại Học viện, Clary và Jace đã có một buổi chiều lãng mạn, kết thúc bằng một nụ hôn. Khi bị Simon đối chất về việc này, Clary bèn đổ lỗi cho hoàn cảnh, tức giận với Jace. Simon tự thú với Clary rằng cậu đã thầm yêu cô từ rất lâu rồi, điều này khiến cô cảm thấy có lỗi vì cô không thể đền đáp lại được tình cảm của cậu.
Clary đưa chiếc Chén Thánh cho Hodge nhưng ông đã phản bội họ bằng cách triệu hồi Valentine Morgenstern và đưa hắn ta chiếc Chén. Valentine cũng tiết lộ hắn là cha ruột của Clary và muốn cô tham gia cùng với hắn. Cô trốn thoát qua một cánh cổng dịch chuyển mang cô tới hiệu sách của Luke. Luke, đã tiết lộ rằng mình là một người sói, thừa nhận Valentine là cha của Clary, và nói thêm cô còn có một người anh trai ruột tên là Jonathan đã bị giết.
Clary và Jace chiến đấu với Valentine, hắn tự nhận cả hai người đều là con đẻ của mình. Cả hai người đều từ chối tham gia cùng với hắn và, tiếp tục trận chiến, Clary đẩy hắn ta qua cánh cổng dịch chuyển sau khi đưa cho hắn một chiếc Chén Thánh giả. Cánh cổng bị phá hủy, và Jocelyn được giải cứu, nhưng vẫn đang trong tình trạng hôn mê ở trong bệnh viện. Clary nói với Simon rằng một ngày nào đó sẽ có người yêu cậu thật lòng. Clary trở về nhà và dùng năng lực mới của mình đề sửa sang lại căn hộ.

## Diễn viên
- Lily Collins trong vai Clary Fray
  - Hope Fleury trong vai Clary thời trẻ
- Jamie Campbell Bower trong vai Jace Wayland
- Robert Sheehan trong vai Simon Lewis
- Kevin Zegers trong vai Alec Lightwood
- Lena Headey trong vai Jocelyn Fray
- Aidan Turner trong vai Luke Garroway
- Kevin Durand trong vai Emil Pangborn
- Jemima West trong vai Isabelle Lightwood
- Godfrey Gao trong vai Magnus Bane
- C. C. H. Pounder trong vai Quý bà Dorothea
- Jared Harris trong vai Hodge Starkweather
- Jonathan Rhys Meyers trong vai Valentine Morgenstern
- Chris Ratz trong vai Eric
- Robert Maillet trong vai Samuel Blackwell
- Stephen R. Hart trong vai Tu huynh Jeremiah
- Elyas M'Barek trong vai Ma cà rồng Lieutenant
- Chad Connell trong vai Lambert
- Harry Van Gorkum trong vai Alaric / Người sói

## Sản xuất

### Tiền sản xuất

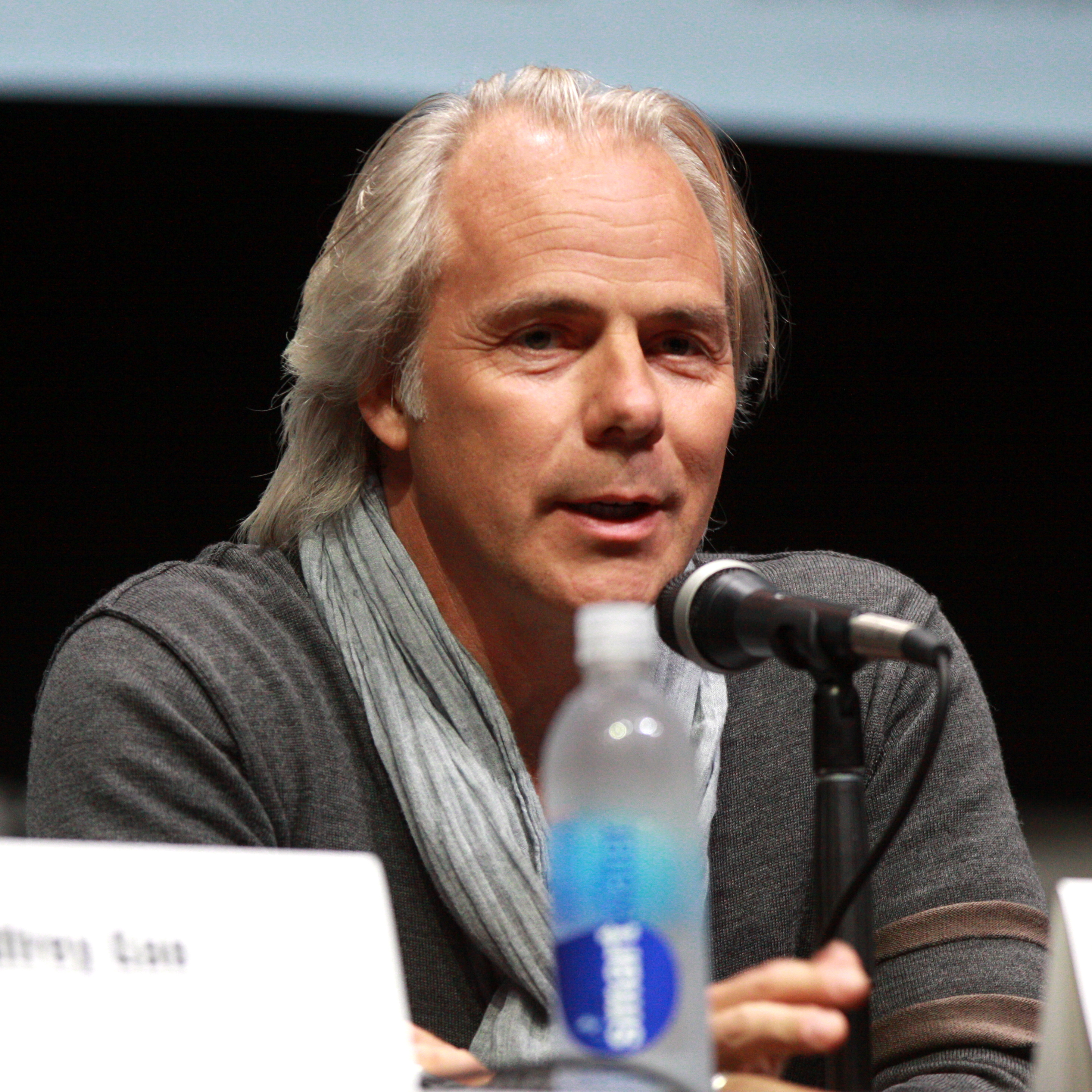
Đạo diễn Harald Zwart tại San Diego Comic-Con International năm 2013 quảng bá cho bộ phim.

Trong khi đi thăm dò ý kiến về bộ phim, nữ tác giả Cassandra Clare gặp khá nhiều khó khăn khi tìm kiếm một xưởng phim có thể sản xuất một bộ phim với nhân vật nữ chính. Nhiều hãng phim yêu cầu cô đổi nhân vật chính thành nhân vật nam, nhưng cô không đồng ý.
Ngày 9 tháng 12 năm 2010, Lily Collins được thông báo sẽ đảm nhiệm vai nữ chính Clary Fray.
Alex Pettyfer ban đầu vốn được mời tham gia vai diễn Jace Wayland, nhưng sau đó anh lại bị bác bỏ. Alexander Ludwig, Ed Speleers và Leebo Freeman cũng đã diễn thử vai này nhưng cuối cùng vai diễn lại thuộc về Jamie Campbell Bower. Xavier Samuel, Nico Tortorella, Max Irons, và Douglas Booth cũng nằm trong diện được cân nhắc.
Bộ phim là đồng sản xuất giữa công ty Đức Constantin Film Produktion GmbH và công ty Canada Don Carmody Productions và Unique Features.

### Quay phim
Việc quay phim chính diễn ra từ 20 tháng 8 – 7 tháng 11 năm 2012 tại các địa điểm ở Toronto và Hamilton, Ontario, và Thành phố New York.

## Âm nhạc

### Nhạc phim
The Mortal Instruments: City of Bones (Original Motion Picture Soundtrack) được phát hành bởi hãng ghi âm Republic Records tại các cửa hàng băng đĩa cũng như thị trường nhạc số vào ngày 20 tháng 8 năm 2013. Album có sự xuất hiện của nhiều nghệ sĩ, nổi bật trong đó là Demi Lovato, Zedd, Colbie Caillat, AFI phối khí bởi LA Riots, và Jessie J. Phần nhạc phim là sự hợp tác giữa các DJ nhạc trance Myon & Shane 54 cùng với Seven Lions, cũng như một bài hát của Bryan Ellis, sản xuất bởi Brian West. Một số bài hát, bao gồm "Heart by Heart" của Lovato và "When the Darkness Comes" của Caillat, được thu âm riêng cho Thành phố Xương. Zedd "chơi nhạc nền cho một cảnh quan trọng của bộ phim". Hai bài hát đã được phát hành trước, bao gồm "When the Darkness Comes" của Colbie Caillat (phát hành làm đĩa đơn quảng bá trên iTunes vào ngày 10 tháng 7 năm 2013). Còn lại là những bài hát mới. 
Album đạt vị trí cao nhất thứ 32 trên bảng xếp hạng US Billboard 200. "Almost is Never Enough", trình bày bởi Ariana Grande và nam ca sĩ Nathan Sykes của ban nhạc The Wanted, ra mắt trên bảng xếp hạng Billboard Hot 100 tại vị trí thứ 84.
| STT              | Nhan đề                                       | Phổ nhạc                     | Thời lượng |
| ---------------- | --------------------------------------------- | ---------------------------- | ---------- |
| 1.               | "Into the Lair"                               | Zedd                         | 1:44       |
| 2.               | "Almost Is Never Enough" (Soundtrack version) | Ariana Grande & Nathan Sykes | 3:30       |
| 3.               | "17 Crimes" (LA Riots remix)                  | AFI                          | 4:43       |
| 4.               | "Heart by Heart"                              | Demi Lovato                  | 3:43       |
| 5.               | "Bring Me Home"                               | Youngblood Hawke             | 3:02       |
| 6.               | "When the Darkness Comes"                     | Colbie Caillat               | 4:16       |
| 7.               | "Strangers" (hợp tác với Tove Lo)             | Seven Lions, Myon & Shane 54 | 6:02       |
| 8.               | "Magnetic"                                    | Jessie J                     | 3:55       |
| 9.               | "Bear"                                        | Pacific Air                  | 3:36       |
| 10.              | "All About Us" (hợp tác với Owl City)         | He is We                     | 3:26       |
| 11.              | "Calling from Above" (Edit)                   | Bassnectar                   | 1:57       |
| 12.              | "Start a Riot"                                | Jetta                        | 4:14       |
| 13.              | "Strange Days"                                | Bryan Ellis                  | 5:45       |
| Tổng thời lượng: | Tổng thời lượng:                              | Tổng thời lượng:             | 49:53      |

"All I Need" của Radiohead là bài hát được sử dụng trong trailer của bộ phim.

### Nhạc nền
Phần nhạc nền phim chính thức được biên soạn bởi Atli Örvarsson, và được phát hành vào ngày 20 tháng 8 năm 2013 trên cả thị trường băng đĩa nhạc lẫn nhạc số.
| STT              | Nhan đề                            | Thời lượng |
| ---------------- | ---------------------------------- | ---------- |
| 1.               | "Clary's Theme"                    | 3:22       |
| 2.               | "City of Bones"                    | 3:40       |
| 3.               | "Your Secret is Safe"              | 2:52       |
| 4.               | "The Clave's Curse"                | 3:18       |
| 5.               | "Pretty Far From Brooklyn"         | 2:32       |
| 6.               | "Close the Dome"                   | 2:54       |
| 7.               | "The Mortal Cup"                   | 2:56       |
| 8.               | "The Angel Rune"                   | 4:06       |
| 9.               | "Madame Dorothea"                  | 3:11       |
| 10.              | "Magnus Bane"                      | 2:50       |
| 11.              | "Demon Doll"                       | 2:38       |
| 12.              | "Where's the Cup?"                 | 3:47       |
| 13.              | "You're a Morgenstern"             | 4:02       |
| 14.              | "J.C."                             | 2:39       |
| 15.              | "She's Not a Mundane"              | 2:24       |
| 16.              | "Valentine"                        | 3:52       |
| 17.              | "Midnight in the Garden"           | 2:15       |
| 18.              | "Vampires and Werewolves"          | 4:31       |
| 19.              | "Mortal Instruments - The Opening" | 3:31       |
| 20.              | "The Portal"                       | 2:22       |
| Tổng thời lượng: | Tổng thời lượng:                   | 1:03:42    |

When the Darkness Comes
"When the Darkness Comes" là một bài hát được thu âm bởi nữ ca sĩ-người viết bài hát người Mỹ Colbie Caillat. Đây là một bản ballad thuộc thể loại nhạc adult contemporary kết hợp với các yếu tố của piano rock. Bài hát được phát hành vào ngày 10 tháng 7 năm 2013 bởi Republic Records làm đĩa đơn quảng bá đầu tiên của nhạc phim. "When the Darkness Comes" được ca ngợi bởi những âm thanh "ám ảnh, quyển khí" giúp bắt được những cảm xúc lãng mạn của câu chuyện. "When the Darkness Comes" có chủ đề tăm tối hơn hầu hết các sản phẩm khác của Caillat.

## Phát hành
Một đoạn teaser trailer của bộ phim đã được phát hành vào tháng 11 năm 2012, và trailer thứ hai được ra mắt vào tháng 3 năm 2013. Thành phố Xương ban đầu vốn được định ngày công chiếu vào 23 tháng 8 năm 2013, nhưng sau đó lại được đẩy lùi lên sớm hơn hai ngày, vào ngày 21 tháng 8 năm 2013.
Bộ phim ra mắt lần đầu tiên vào ngày 12 tháng 8 năm 2013, tại Cinerama Dome ở Hollywood.

### Tiếp thị
Theo tờ Los Angeles Times, công ty Constantin Film đã chi 60 triệu USD để sản xuất bộ phim và thêm 60 triệu USD nữa để tiếp thị. Kulzer, đồng chủ tịch của Constantin, phát biểu "60 triệu USD đã được sử dụng trên toàn thế giới vào các tờ in và quảng cáo...." đồng thời cũng giải thích tầm quan trọng của việc kì vọng vào bộ phim.

## Trò chơi
Đi kèm theo bộ phim, Sony Pictures cũng làm việc với nhà phát triển PlayFirst để phát hành một trò chơi vào ngày 15 tháng 8 năm 2013. Trò chơi này có sẵn miễn phí trên Android và iOS, cho phép người chơi đi săn quỷ và các quái vật siêu nhiên giống như ca Thợ săn Bóng tối trong câu chuyện. Trò chơi này cũng bao gồm nhiều tính năng chéo, cho phép người dùng đăng nhập từ Facebook và lưu lại quá trình chơi giữa các thiết bị Android và iOS.